# Hurricane (Cyan Kicks)
Hurricane è un singolo del gruppo musicale finlandese Cyan Kicks, pubblicato il 14 gennaio 2022 su etichetta discografica Ranka Kustannus.

## Descrizione
Il 12 gennaio 2022 è stato annunciato che con Hurricane i Cyan Kicks avrebbero preso parte a Uuden Musiikin Kilpailu, il programma di selezione del rappresentante finlandese all'annuale Eurovision Song Contest. Il singolo è stato pubblicato in digitale il giorno successivo. Durante l'evento, che si è svolto il 26 febbraio, i Cyan Kicks si sono piazzati al 2º posto.

## Tracce
Testi e musiche di Elize Ryd, Niila Perkkiö, Susanna Alexandra, Chris Walla e Zakk Cervini.
1. Hurricane – 3:00